# Acanthocephalus acutulus
Acanthocephalus acutulus är en hakmaskart som beskrevs av Van Cleve 1931. Acanthocephalus acutulus ingår i släktet Acanthocephalus och familjen Echinorhynchidae. Inga underarter finns listade i Catalogue of Life.